# Joseph de la Vega
Joseph Penso de la Vega, més conegut com a Joseph de la Vega (Província de Còrdova, ca. 1650 - Amsterdam, 13 de novembre de 1692), va ser un comerciant jueu sefardita de diamants, expert financer, filòsof moral i poeta, resident a Amsterdam. Es va fer famós per la seva obra mestra Confusió de confusions. El treball de Vega és el primer estudi escrit sobre la Borsa d'Amsterdam i els seus participants, els accionistes. Amb un estil estilitzat descriu tota la gamma, des d'opcions (puts i calls), contractes de futurs, compra de marges, fins a conspiracions alcistes i baixistes, fins i tot alguna forma de negociació d'índexs d'accions. La publicació de Confusión de Confusiones va ajudar a establir les bases dels camps moderns de l'anàlisi tècnica i les finances del comportament.

## Biografia

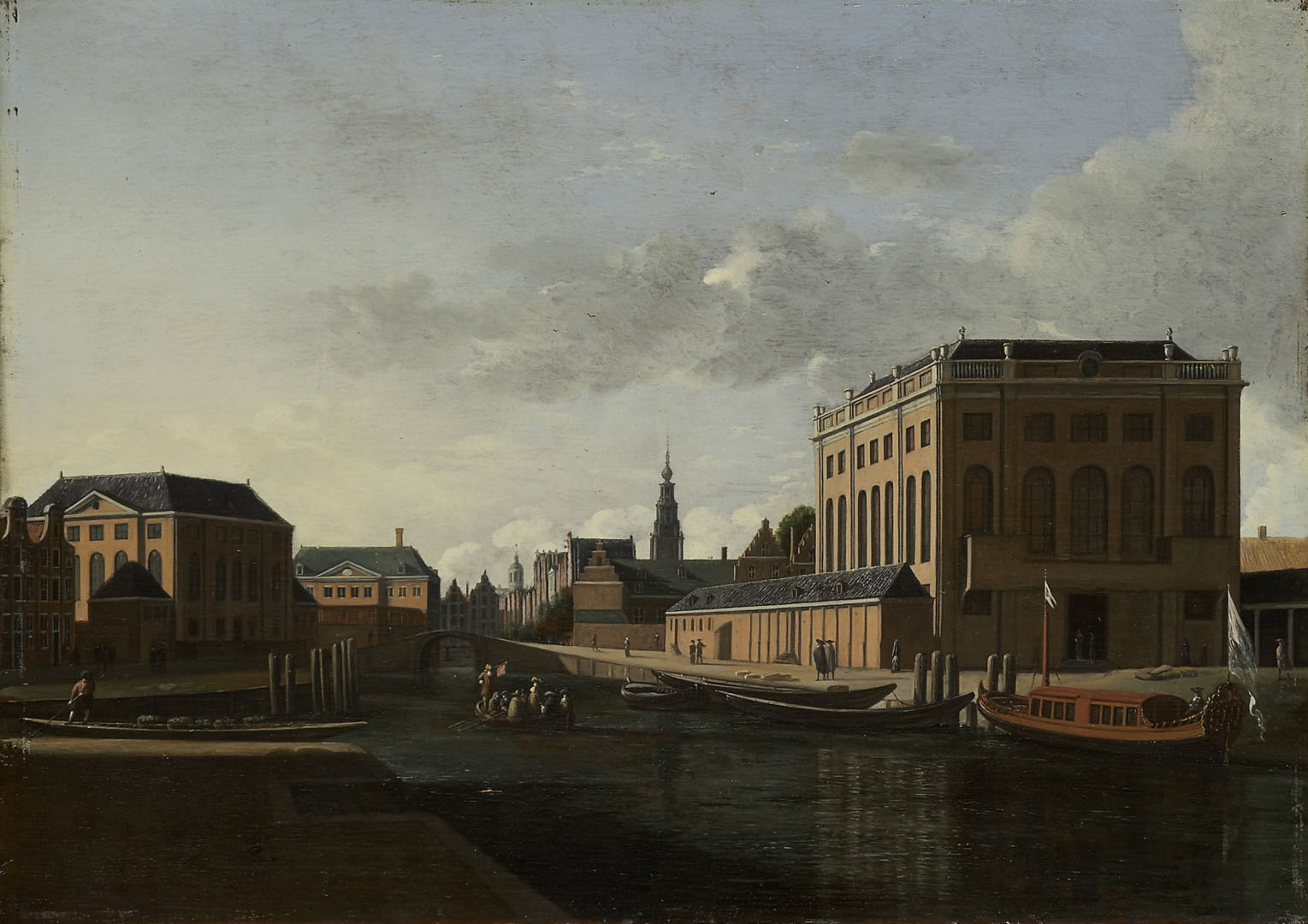
Vista de les dues sinagogues d'Amsterdam des de l'est per Gerrit Berckheyde.

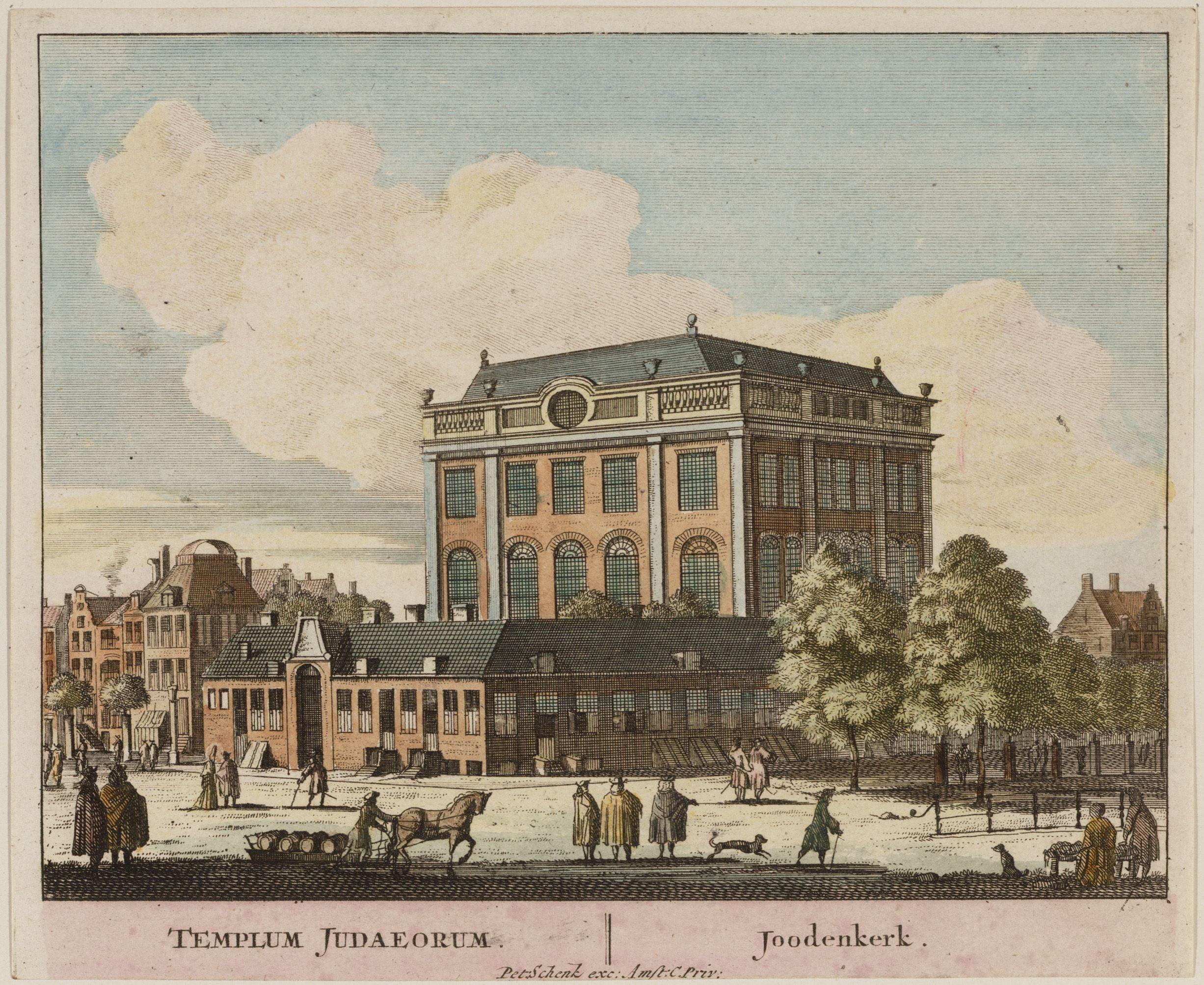
Sinagoga portuguesa (Amsterdam) de Peter Schenk el Vell És la zona on va créixer De la Vega.

Joseph Penso Felix va néixer cap a 1650 en una família de jueus espanyols i portuguesos ; es desconeix on. Era fill d'Isaac Penso Félix (1608-1683) comerciant, i d'Esther de la Vega (-1679). El seu pare era un converso d'Espejo, un petit poble de la província de Còrdova (Andalusia), que havia fet un vot solemne al calabós de la Inquisició que al cap d'un any després de recuperar la llibertat professaria obertament el judaisme. Aquest jurament el va complir a Middelburg després de la seva fugida a Anvers. Es va traslladar a Hamburg, on es va casar amb Esther de la Vega; Sara, el seu primer fill, hi va néixer l'any 1645. El 1655 va ser nomenat parnas, poc després que la família s'instal·lés a Amsterdam. Segons els certificats de matrimoni dels arxius de la ciutat d'Amsterdam, Joseph tenia tres germans petits i quatre germanes menors: Abraham Penso Felix (ca 1656-1710) era mestre d'escola, venedor de diamants i comerciava amb esclaus; David (1654-) i Raphael Penso (ca 1659-) eren comerciants, que es van traslladar a Londres; Jochebet Pensa (1655-1718), Ribca Penso (1662-1720), Abigail Penso (ca 1663-1708) i Lea Pensa (1664-1710) van viure a Amsterdam.
Joseph va ser entrenat per Isaac Aboab da Fonseca i Moisès Raphael de Aguilar, membres de la comunitat del Talmud Torah. Va completar el seu primer drama hebreu, " Asire ha-Tiḳwah " ("El presoner de l'esperança"), en tres actes, que va aparèixer a Amsterdam el 1673 a Joseph Athias i en el qual va representar al·legòricament la victòria de la voluntat sobre les passions. Es va casar amb Raquel Alvares Vega d'Anvers, no se sap quan. La seva vida comercial va començar a Amsterdam el 1679 amb una protesta contra Portugal; és l'únic registre del seu nom. Va ocupar els càrrecs honorífics de president de l' Academia de los Sitibundos i l'any 1685 com a secretari de l' Acadèmia de los Floridos, fundada per Manuel de Belmonte (-1705), jueu de la cort de 1674 resident del rei espanyol (que organitzava tràfic d'esclaus). entre 1679 i 1691).
L'agost de 1688 Joseph de la Vega va viure l'enfonsament de la Companyia Holandesa de les Índies Orientals i la Companyia Neerlandesa de les Índies Occidentals, que el va arruïnar econòmicament. El finançament de la invasió armada de Guillem III a Anglaterra va provocar una crisi financera a la República Holandesa. En conseqüència, els financers que van seguir Guillem III a Gran Bretanya posseïen una àmplia gamma de tècniques financeres, i per a les quals van trobar un mercat preparat. Aquesta transferència de coneixements va constituir la base del comerç de derivats a Londres, vinculant fermament el treball pioner d'Amsterdam amb l'aparició de mercats moderns. Va ser enterrat a Beth Haim d'Ouderkerk aan de Amstel .

## Confusió de confusions(1688)

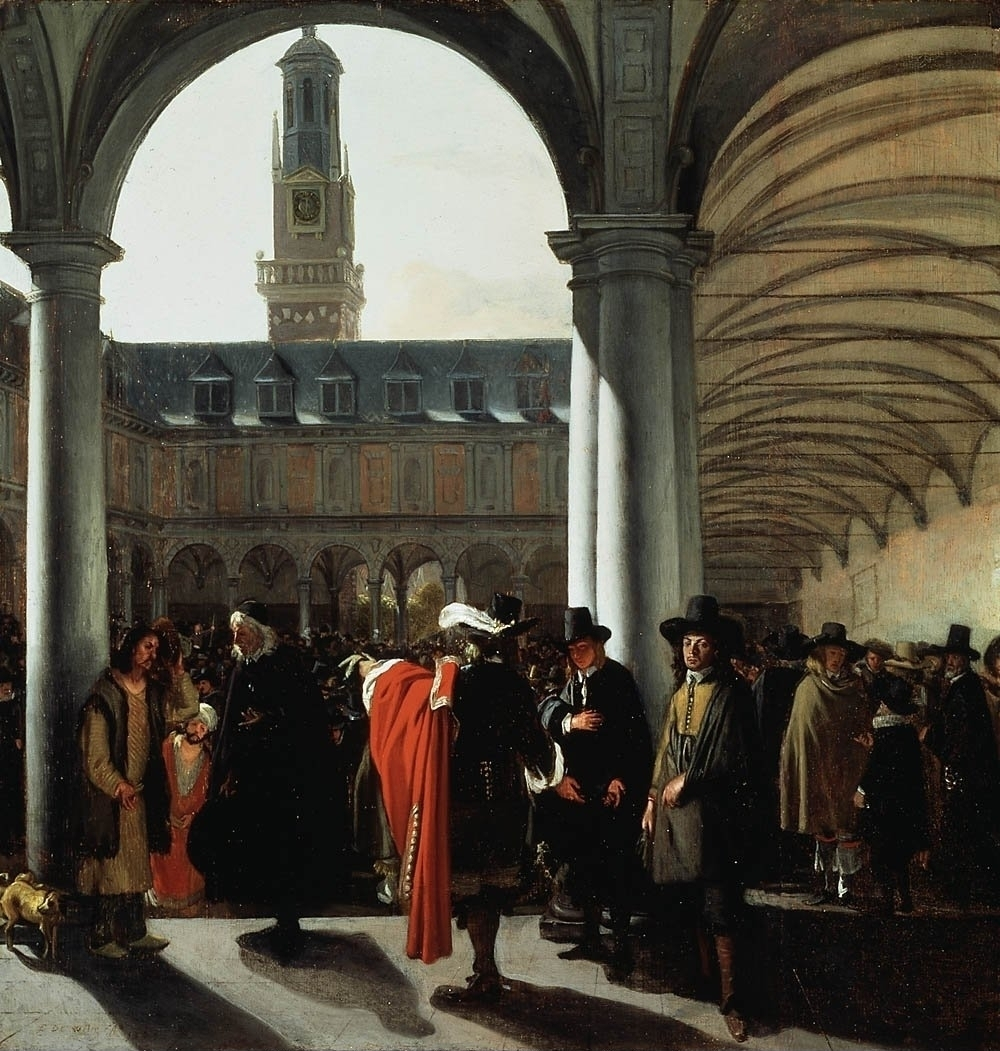
Pati de la Borsa d'Amsterdam d'Emanuel de Witte (1653)

Pati de la Borsa d'Amsterdam de Job Berckheyde, cap al 1670.

Escrit en castellà sota el títol Confusión de Confusiones, el volum va ser imprès a Amsterdam i publicat a Anvers. Encara que no va oferir un relat descriptiu del procés de negociació d'accions, Joseph va presentar una història d'especulació en accions i ducatons, familiaritzant el lector amb els instruments financers sofisticats utilitzats. Va utilitzar un format de diàleg que va permetre al lector entendre les perspectives respectives dels diferents participants del mercat i les complexitats de l'especulació i el comerç. Hi ha proves a Confusión de Confusiones de tres biaixos principals: comportament del ramat, excés de confiança i aversió de penedir.

Joseph també va plantejar quatre principis bàsics que segueixen sent actuals:
La primera regla de l'especulació és: No aconselleu mai a ningú que compri o vengui accions. Allà on endevinar correctament és una forma de bruixeria, no es poden emetre consells.
La segona regla: accepta tant els teus beneficis com els teus penediments. El millor és agafar el que se'ns arribi a la mà i no esperar que la vostra bona sort i les circumstàncies favorables durin.
La tercera regla: els beneficis al mercat d'accions són el tresor dels follets: en un moment, són carbuncles, el següent és carbó; un moment diamants, i el següent còdols. De vegades, són les llàgrimes que l'Aurora deixa a l'herba del matí dolç, d'altres, només són llàgrimes.
La quarta regla: qui vol fer-se ric amb aquest joc ha de tenir diners i paciència.

## Llegat
Joseph de la Vega, que va utilitzar el cognom de la seva mare, va escriure més de 200 cartes a diferents prínceps i estadistes. Confusión de Confusiones va romandre poc conegut fins al 1892, quan l'economista alemany Richard Ehrenberg va publicar un influent assaig al Jahrbücher für Nationalökonomie und Statistik titulat "Die Amsterdamer Aktienspekulation im 17. Jahrhundert." Segons L. Petram, Joseph va dedicar una atenció desproporcionada als trucs i esquemes; el seu llibre està ple de massa dramatúrgia i massa mancances tècniques per ser útil com a manual d'instruccions. Joseph va escriure Confusión principalment per a l'entreteniment dels membres cultes de la comunitat sefardita (l' Academia de los Floridos).
Des de l'any 2000, la Federation of European Securities Exchanges ha atorgat el Premi De La Vega anual a "joves investigadors europeus que es distingeixen per una recerca destacada sobre els mercats de valors a Europa".

## Altres obres
Altres de les seves obres inclouen:
- Discurso académico moral. Hecho en la Insigne Academia de los Sitibundos (Amsterdam, 1683; dedicated to Isaac Senior Texeira in Hamburg).
- Triunfos del águila y eclipses de la luna (ib. 1683).
- La Rosa, Panegírico Sacro, Hecho en la Insigne Academia de los Sitibundos (ib. 1683).
- Rumbos peligrosos por donde navega con título de novelas la zozobrante nave de la temeridad (Antwerp, 1684).
- Discursos académicos, morales, retóricos, y sagrados. Recitados en la Florida Academia de los Floridos (ib. 1685).
- Retrato de la Prudencia, y simulacro del Valor, al Augusto Monarca Guilielmo Tercero, Rey de la Gran Bretaña (ib. 1690), printed by Joan Bus, using the rare ascendonica italic.